# Indri
Indri là một thành phố và là nơi đặt ủy ban đô thị (municipal committee) của quận Karnal thuộc bang Haryana, Ấn Độ.

## Nhân khẩu
Theo điều tra dân số năm 2001 của Ấn Độ, Indri có dân số 14.515 người. Phái nam chiếm 53% tổng số dân và phái nữ chiếm 47%. Indri có tỷ lệ 63% biết đọc biết viết, cao hơn tỷ lệ trung bình toàn quốc là 59,5%: tỷ lệ cho phái nam là 68%, và tỷ lệ cho phái nữ là 58%. Tại Indri, 15% dân số nhỏ hơn 6 tuổi.